# Илюзия на Херинг
Илюзията на Херинг е оптична илюзия, открита от германския физиолог Евалд Херинг през 1861 г. Двете вертикални линии са прави, но изглеждат сякаш се накланят навън. Изкривяването идва от линиите, които са на фон, който симулира перспективен дизайн и създава измамно впечатление за дълбочина. Илюзията на Орбисън е един от вариантите ѝ, докато Илюзията на Вундт създава подобни, но обърнати ефекти.
Илюзията на Херинг изглежда като спици на колело около централна точка с вертикални линии от едната страна на тази централна, така наречена точка на изчезване. Илюзията ни кара да мислим, че се движим напред. И докато ние не се движим наистина, а фигурата е статична, ние не възприемаме правилно правите линии и ги виждаме криви. Обаче когато някой хвърли бърз поглед, червените линии се виждат правилно като прави.